# Tomicobia acuminati
Tomicobia acuminati är en stekelart som beskrevs av Karl-Johan Hedqvist 1959. Tomicobia acuminati ingår i släktet Tomicobia och familjen puppglanssteklar.
Artens utbredningsområde är:
- Norge.
- Polen.
- Sverige.

Arten är reproducerande i Sverige. Inga underarter finns listade i Catalogue of Life.